# William Graham (Politiker, 1887)
William „Willie“ Graham, PC (* 29. Juli 1887 in Peebles, Peeblesshire, Schottland; † 8. Januar 1932 in Hendon, Middlesex, England) war ein britischer Journalist und Politiker der Labour Party, der unter anderem zwischen 1918 und 1931 Mitglied des Unterhauses (House of Commons) sowie vom 8. Juni 1929 bis zum 25. August 1931 im zweiten Kabinett von Premierminister Ramsay MacDonald Handelsminister (President of the Board of Trade) war.

## Leben

### Herkunft, Journalist und Beginn der politischen Laufbahn

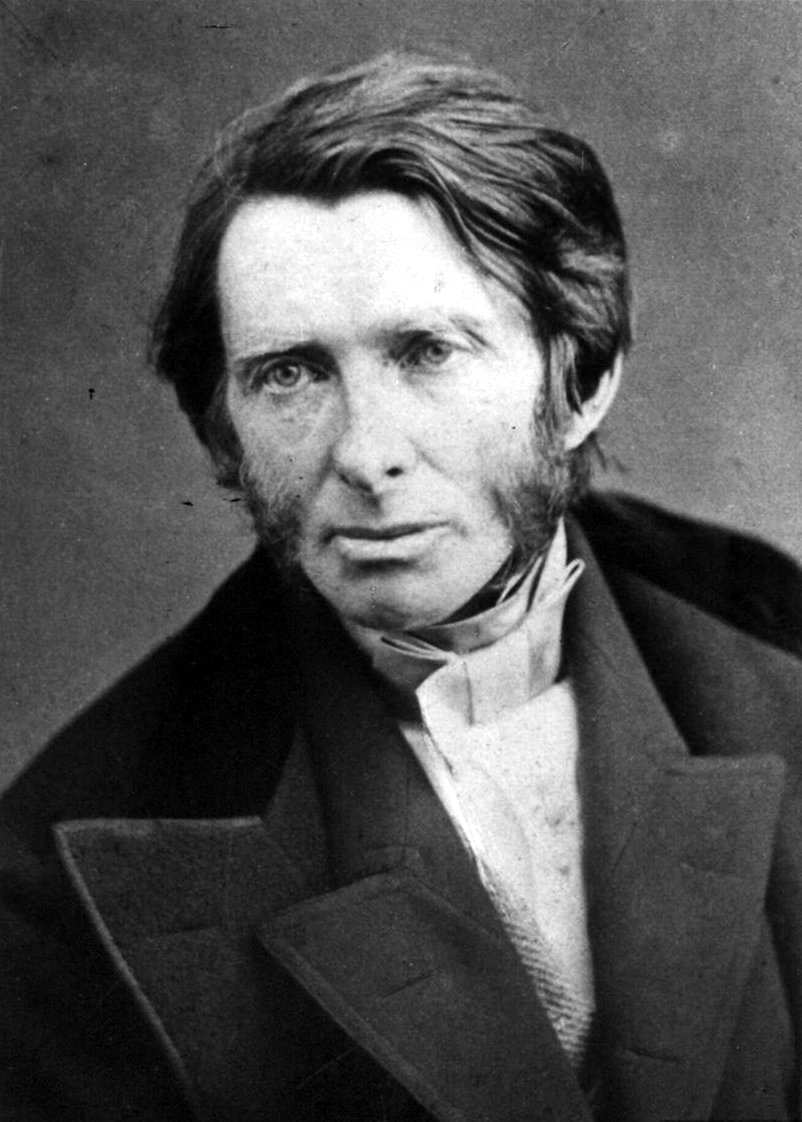
Unter dem Einfluss von John Ruskin trat William Graham im Januar 1908 der Independent Labour Party (ILP) bei.

William „Willie“ Graham, ältestes der sieben Kinder des Baumeisters George Graham († 1931) und dessen Ehefrau Jessie Newton Graham, besuchte die Grundschule in Innerleithen und im Anschluss mit einem Stipendium die 1628 gegründete George Heriot’s School in Edinburgh. Während seiner Schulzeit arbeitete er auch als Laufbursche und absolvierte ein Fernstudium, um die Staatsdienstprüfung zu bestehen. seine Jugend war geprägt durch harte Arbeit, lange Arbeitszeiten, endloses Lernen und unermüdliche Selbstverbesserung, die sich später zu Engagements für soziale Verbesserungen und öffentliche Pflichten ausweitete. 1903 begann er eine Ausbildung als Verwaltungsangestellter (Junior Clerk) im Kriegsministerium (War Office) in London und nahm daneben am Pitman’s College an Abendkursen in Buchhaltung und Stenografie teil. Zwei Jahre später kehrte er 1905 nach Edinburgh zurück, da er kein ausreichendes Einkommen hatte, um sich ein Leben in London leisten zu können. 1906 wurde er Journalist beim Selkirk Southern Reporter, einer bescheidenen liberalen Zeitung. Obwohl er erst neunzehn Jahre alt war, wurde er bald zum Redakteur ernannt und begann auch, für größere schottische Zeitungen zu arbeiten. Nach einer Meinungsverschiedenheit mit dem Eigentümer des Selkirk Southern Reporter wurde er Reporter für Selkirk bei der rivalisierenden Tageszeitung Border Standard. Dies war eine konservative Zeitung, aber Graham unterschied zwischen seinem regulären Journalismus und seiner Politik. Unter dem Einfluss von John Ruskin und anderen radikalen Schriftstellern wechselte er vom Liberalismus zu progressiveren sozialen Anliegen und trat im Januar 1908 der Independent Labour Party (ILP) als Gründungssekretär ihres Ortsvereins in Selkirk bei.
Indem Graham sein regelmäßiges Einkommen mit freiberuflichem Journalismus und als Gerichtsschreiber aufbesserte, verdiente er genug, um ein Studium der Wirtschafts- sowie der Rechtswissenschaften an der University of Edinburgh zu beginnen, wo er sich 1911 immatrikulierte. Er gewann Medaillen in vier Fächern und schloss sein Studium der Wirtschaftswissenschaften 1915 mit einem Master of Arts (M.A. Economics) sowie das Studium der Rechtswissenschaften 1917 mit einem Bachelor of Laws (LL.B.) ab. Während des Studiums erhielt er zudem Auszeichnungen in den Nebenfächern Statistik, Wirtschaftsmathematik, Rechtsmedizin und Verwaltungsrecht. Diese Erfolge waren umso bemerkenswerter, als er sich sein Studium nicht nur weiterhin als Journalist finanzierte, sondern auch, weil er nun weitere Aktivitäten unternahm. Er begann zu dieser Zeit sein politisches Engagement in der Kommunalpolitik und war von 1913 bis 1919 als Vertreter der ILP Mitglied des Stadtrates von Edinburgh (City of Edinburgh Council). In diesem war er Mitglied der Ausschüsse für Gesetz, Straßenbahnen, Parks und öffentliche Gesundheit und wurde zudem Friedensrichter (Justice of the Peace). Obwohl er einen Teil der ILP-Abneigung gegen den Ersten Weltkrieg teilte, meldete er sich freiwillig zum Militärdienst, wurde jedoch aus medizinischen Gründen abgelehnt. Seine Hauptarbeit im Krieg war als Mitglied des Notkomitees von Edinburgh, als stellvertretender Vorsitzender des beratenden Ausschusses der Stadt für Jugendarbeitslosigkeit und als Vorsitzender des Komitees für Kriegsbehinderungen. 1915 übernahm er zudem eine Lehrtätigkeit als Dozent für Volkswirtschaftslehre beim Arbeiterbildungsverein (Workers’ Educational Association).

### Unterhausabgeordneter
Bei der Unterhauswahl am 14. Dezember 1918 wurde Willie Graham für die Unabhängige Arbeiterpartei im Wahlkreis Edinburgh Central erstmals zum Mitglied des Unterhauses (House of Commons) und gehörte diesem nach seinen Wiederwahlen bei den darauffolgenden Unterhauswahlen am 15. November 1922, 6. Dezember 1923, 9. Oktober 1924 und 30. Mai 1929 bis zu seiner Niederlage bei der Unterhauswahl am 27. Oktober 1931 an. 
In einer parlamentarischen Labour Party, die größtenteils aus Gewerkschaftern bestand, waren seine Kenntnisse in den Bereichen Hochschulbildung, Kommunalverwaltung, Wirtschaft, Recht und Medizin ungewöhnlich und glichen sein unter Abgeordneten relativ junges Alter aus. Er vertrat die Labour Party in verschiedenen Gremien und wurde 1919 Vorsitzender des Bildungsausschusses seiner Partei. Daneben war er unter anderem 1919 Mitglied der Königlichen Kommission für die Einkommenssteuer (Royal Commission on Income Tax), zwischen 1919 und 1920 Mitglied der Konferenz des Unterhaussprechers zur Übertragung administrativer Funktionen (Speaker’s Conference on Devolution), 1920 Mitglied des von Frederick Smith, 1. Baron Colwyn geleiteten Komitees über die Abkommen von Eisenbahnen (Lord Colwyn’s Committee on Railway Agreements), zwischen 1920 und 1922 Mitglied der Königlichen Kommission der Universitäten von Oxford und Cambridge (Royal Commission on the Universitys of Oxford und Cambridge) und 1922 zudem Mitglied eines Ministerialausschusses für Zuschüsse an lokale Behörden (Department Committee on Grants to Local Authorities). Des Weiteren war er von 1920 bis 1928 auch Mitglied des 1913 gegründeten Medizinischen Forschungsrates (Medical Research Council) und ab 1921 auch Vorsitzender des Forschungsausschusses für industrielle Materialermüdung (Industrial Fatigue Research Board). 1921 veröffentlichte er The Wages of Labour, das für seine Zeit charakteristisch zeigte, dass Labour-Politiker neben ihren Reformabsichten auch wirtschaftliche Kompetenz besaßen.

### Regierungsämter im ersten und zweiten Kabinett MacDonald

#### Finanzsekretär im Schatzamt 1924 und Oppositionsjahre

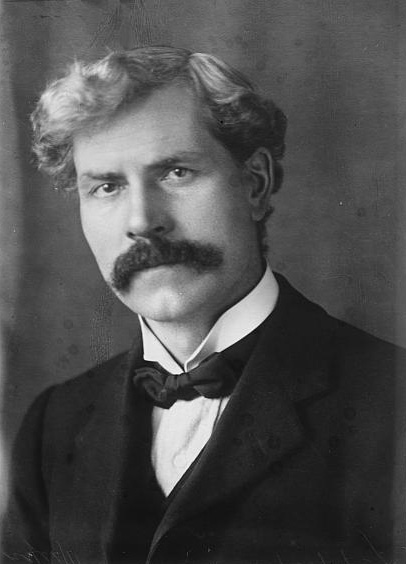
Im ersten Kabinett von Premierminister Ramsay MacDonald war Graham 1924 Finanzsekretär im Schatzamt sowie im zweiten Kabinett MacDonald von 1929 bis 1931 Handelsminister.

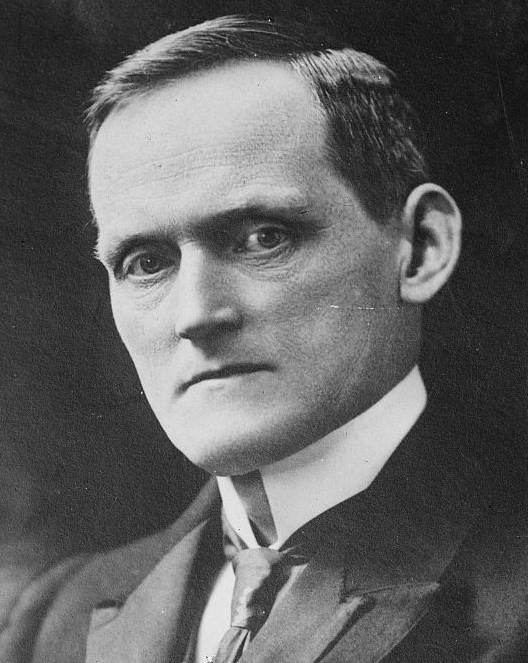
Als Finanzsekretär im Schatzamt war Willie Graham 1924 enger Mitarbeiter von Schatzkanzler Philip Snowden.

Mit der Rückkehr erfahrener Labour-Politiker ins Unterhaus bei den Unterhauswahlen am 15. November 1922 verloren Grahams Fähigkeiten für einige Zeit an Bedeutung. Trotzdem wurde er im ersten Kabinett MacDonald am 23. Januar 1924 Finanzsekretär im Schatzamt (Financial Secretary to the Treasury) und bekleidete dieses Amt bis zum Ende der Amtszeit von Premierminister Ramsay MacDonald am 4. November 1924. Zugleich fungierte er in dieser Zeit als Junior Lord of Treasury. Im Schatzamt bildete er eine enge Partnerschaft mit dem Schatzkanzler Philip Snowden, den er sowohl als alten sozialistischen Helden als auch als Verfechter einer gemeinsamen Wirtschaftsanschauung bewunderte, deren Radikalität paradoxerweise in ihrer strengen Orthodoxie lag: freier Handel, „gesundes“ Geld und ausgeglichene Haushalte. Graham fand einen Mentor und Snowden einen Protegé. Graham war ein guter Juniorminister: ein effektiver Verwalter, der sein Material beherrschte, und ein klarer Redner, der es dem ehemaligen Führer der Konservativen, Andrew Bonar Law, nacheiferte, indem er komplexe Finanzdetails ohne Notizen aus dem Gedächtnis erklärte. Er war auch in allen Parteien respektiert und beliebt. Obwohl Abstinenzler und Nichtraucher, kleinwüchsig, unbedeutend und eher effizient als einfallsreich, hatte er einen ruhigen Charme und sanften Humor, was ihn zu einem guten Gesellschafter machte. Außerhalb der Regierung nahm Graham seine Tätigkeit als Journalist wieder auf, hauptsächlich für die Edinburgh Evening News. Bei seinem Ausscheiden aus der Regierung wurde er am 10. November 1924 zum Mitglied des Geheimen Kronrates (Privy Council) ernannt.
Nach der Unterhauswahl vom 9. Oktober 1924 und dem darauffolgenden Ende der Amtszeit von Premierminister MacDonald übernahm er in den Oppositionsjahren der Labour Party zwischen 1924 und 1929 das Amt als Vorsitzender des Rechnungsprüfungsausschusses (Public Accounts Committee) des Unterhauses. Daneben brachte ihm sein Ruf sowohl den Posten des Direktors der Bausparkasse Abbey National Building Society als auch von 1925 bis 1926 den als Mitglied des gemeinsamen Auswahlausschusses für die Royal Charter der British Broadcasting Corporation (BBC). Weiterhin war er 1926 Vorsitzender eines Ministerialausschusses für einheimische Wohlfahrt in Kronkolonie Kenia. Als Mitglied des Parlamentsvorstands der Labour Party half er 1928/29 bei der Ausarbeitung eines Programmentwurfs für das erste Jahr der nächsten Labour-Regierung.

#### Handelsminister 1929 bis 1931
Bei der Bildung des zweiten Kabinetts von Premierminister Ramsay MacDonald am 8. Juni 1929 nach den Unterhauswahlen vom 30. Mai 1929 wurde Willie Graham zum Handelsminister (President of the Board of Trade) ernannt und bekleidete das Amt bis zum Ende von MacDonalds Amtszeit am 25. August 1931.
Er zeigte sich erneut sehr fähig, war aber, wie andere Kabinettsmitglieder, sowohl vom Ausmaß der internationalen Wirtschaftsrezession überwältigt als auch durch die Unzulänglichkeiten der Labour-Wirtschaftsdoktrinen und die institutionellen Zwänge einer Minderheitsregierung behindert. Er hatte zwei Hauptstrategien, um mit dem Rückgang der britischen Exporte fertig zu werden: Wiederherstellung eines einfacheren internationalen Handels und Reorganisation der heimischen Industrien. Auf der Haager Konferenz über deutsche Reparationen vom 6. bis zum 31. August 1929 in Den Haag setzte er Nachjustierungen von Sachlieferungen durch, die dem britischen Handel geschadet hatten. Auf seinen Vorschlag bei der Versammlung des Völkerbundes im September 1929 hin führte eine Konferenz über konzertierte Wirtschaftsaktionen im Februar und März 1930 zu einem „Waffenstillstand“ als Auftakt für künftige Zollsenkungen. Aber der Druck zum Handelsprotektionismus war unaufhaltsam. Nur wenige ausländische Regierungen unterzeichneten die Vereinbarung und das Labour-Kabinett selbst war nun in Handelsfragen gespalten und ratifizierte die Vereinbarung erst im September 1930 nach zwei Verschiebungen. Weitere Sitzungen der Konferenz konnten keine neuen Anhänger gewinnen, und im März 1931 war der „Waffenstillstand“ zusammengebrochen. Grahams Schaffung eines Rates zur Entwicklung des Außenhandels (Overseas Trade Development Council) und die Entsendung von Handelsmissionen nach Übersee konnten nur wenig Eindruck hinterlassen. Zu Hause hatte sein Gesetz über die Kohlebergwerksgesetz (Coal Mines Act), ein hart erkämpfter Kompromiss zwischen dem Druck der Bergwerksbesitzer, der Bergarbeitergewerkschaft MFGB (Miners’ Federation of Great Britain) und der konservativen und liberalen Parteien, nur begrenzte praktische Wirkung. Ausschüsse zur Rationalisierung der Baumwoll- und Eisen- und Stahlindustrie stießen auf den Widerstand der Arbeitgeber, so dass Graham von seinem pragmatischen Reformismus zu Vorschlägen für öffentliche Unternehmen und Zwangsumstrukturierungen überging, nur um auf den Widerstand der Bank of England zu stoßen.
Grahams „politische Umerziehung“ wurde bald beschleunigt, was zu einem bitteren und schmerzhaften persönlichen Bruch führte. Als designierter Nachfolger von Schatzkanzler Philip Snowden, wurde er in den Wirtschaftsausschuss des Kabinetts (Cabinet Economy Committee) berufen, der inmitten der Sterlingkrise im August 1931 den Bericht des Ausschusses vom Mai 1931 über die Staatsausgaben überprüfte. Obwohl er an konventionellen finanziellen Annahmen festhielt, drängte ihn die Drohung mit gekürzten Arbeitslosengeldern in unerwartete Richtungen. Er entsetzte Snowden, indem er als Alternative einen Einkommenstarif unterstützte, und gehörte zu der Kabinettsminderheit, die die von MacDonald und Snowden vorgeschlagene Leistungskürzung letztendlich ablehnte.

### Ausscheiden aus der Regierung, Wahlniederlage und letzte Lebensmonate
Nach der Spaltung des Kabinetts und der Bildung des dritten Kabinetts MacDonald als Nationalen Notstandskoalitionsregierung am 25. August 1931 wurde Willie Graham gemeinsamer stellvertretender Vorsitzender der parlamentarischen Labour Party und Vorsitzender ihres Finanz- und Handelsausschusses. Dies machte MacDonald und Snowden wütend, da er Vorschläge zurückwies, die während der August-Sitzungen angenommen wurden und sie dann mit zunehmend radikaler sozialistischer Politik ersetzte. In einer erstaunlich opportunistischen Zeitungserklärung in der Boulevardzeitung Daily Express vom 31. August 1931 erklärte Graham, die Labour Party könne ihre jüngste Vergangenheit begraben und die nächsten Wahlen gewinnen, indem sie das kurze Gedächtnis der Wähler der Arbeiterklasse ausnutze – eine Haltung, die nach hinten losging, da sie zur Überzeugung der Koalitionspartner beitrug, ihr Bündnis fortzusetzen und vorgezogene Neuwahlen auszurufen. 
Graham gehörte zu den vielen ehemaligen Ministern, die bei der Unterhauswahl am 27. Oktober 1931 besiegt wurden. In seinem Wahlkreis Edinburgh Central unterlag er seinem Gegenkandidaten von der Unionist Party, James Guy, deutlich mit 10.566 Stimmen (36,2 Prozent) zu 17.293 Stimmen (59,3 Stimmen). Die wütenden Kontroversen der vorangegangenen Monate brachten Graham nach seinem Ausscheiden aus der Regierung in finanzielle Schwierigkeiten, verweigerten die Rückkehr in seine Tätigkeit als Direktor der Bausparkasse Abbey National Building Society und konnten seine journalistischen Einkünfte nicht wiedererlangen. Der vorherige Solicitor General for England and Wales Richard Stafford Cripps verschaffte ihm eine Stelle als wirtschaftlicher und statistischer Berater der Börsenmakler Schwab und Snelling. Im Winter erkrankte er jedoch an einer Lungenentzündung und starb am 8. Januar 1932 in seinem Haus, 29 Sunningfields Road, Hendon, Middlesex. Er wurde vier Tage später am 12. Januar 1932 auf dem Friedhof von Hendon Park beigesetzt.
Seine 1919 geschlossene Ehe mit Ethel Margaret Dobson († 1947), Tochter des Bankkassierers Henry Beardmore Dobson, blieb kinderlos.

## Hintergrundliteratur
- T. N. Graham: Willie Graham (1948)
- R. Skidelsky: Politicians and the slump: the labour government of 1929–1931 (1967)
- W. Knox (Herausgeber): Scottish labour leaders, 1918–39. A biographical dictionary (1984)
- R. W. D. Boyce: British capitalism at the crossroads, 1919–1932 (1987)
- P. Williamson: National crisis and national government. British politics, the economy and empire, 1926–1932 (1992)